# To Be with You
To Be with You ist ein Lied der amerikanischen Hard-Rock-Band Mr. Big aus dem Jahr 1990, das von Eric Martin und David Grahame geschrieben wurde. Es erschien 1991 auf dem Album Lean into It.

## Geschichte
In To Be with You geht es um einen Mann, der sich in eine Frau verliebt hat, der wiederum nach einer Trennung das Herz gebrochen wurde. Als Eric Martin in seinem zweiten Jahr an der High School war, war er mit einem Klassenkameraden und dessen älterer Schwester befreundet. Sie gab ihm Ratschläge zur Schulzeit und klärte ihn über die typischen Probleme in der Pubertät auf. Eric Martin hatte sich zwar in sie verliebt, schätzte seine Chancen bei ihr aber als gering ein und widmete ihr daher das Lied.
Eine Rohfassung des Songs schrieb Eric Martin in seiner Jugend, an der Melodie feilte Martin später mit dem Gitarristen Paul Gilbert. Zur Vollendung kam es mit David Grahame, der zu der Zeit als Songwriter für das Label Atlantic Records tätig war.
To Be with You erschien durch Dog Turner Music und erreichte in Deutschland die Chartspitze der Singlecharts und platzierte sich vier Wochen an ebendieser sowie 14 Wochen in den Top 10 und 32 Wochen in den Top 100. Es wurde zum ersten von drei Charthits der Band in Deutschland, wobei sich keine Single besser oder länger in den Charts platzieren konnte. In den deutschen Airplaycharts platzierte sich das Lied ebenfalls für eine Woche an der Chartspitze. 1992 belegte To Be with You Rang sechs der deutschen Single-Jahrescharts. Darüber hinaus erreichte die Single die Chartspitze in Australien, Belgien, Kanada, der Niederlande, Neuseeland, Norwegen, Österreich, Schweden, Schweiz und den Vereinigten Staaten.

## Musikvideo
Die Regisseurin des Musikvideos ist Nancy Bennett, im Video bietet die Band das Lied in einem Eisenbahnwagen dar. Die erste Hälfte des Clips ist in schwarzweiß gedreht worden, die zweite in Farbe.

## Kommerzieller Erfolg

### Chartplatzierungen
| ChartsChartplatzierungen       | Höchstplatzierung | Wochen |
| ------------------------------ | ----------------- | ------ |
| Deutschland (GfK)              | 1 (32 Wo.)        | 32     |
| Österreich (Ö3)                | 1 (23 Wo.)        | 23     |
| Schweiz (IFPI)                 | 1 (28 Wo.)        | 28     |
| Vereinigte Staaten (Billboard) | 1 (24 Wo.)        | 24     |
| Vereinigtes Königreich (OCC)   | 3 (11 Wo.)        | 11     |

| ChartsJahrescharts (1992)      | Platzierung |
| ------------------------------ | ----------- |
| Deutschland (GfK)              | 6           |
| Österreich (Ö3)                | 5           |
| Schweiz (IFPI)                 | 3           |
| Vereinigte Staaten (Billboard) | 12          |

### Auszeichnungen für Musikverkäufe
| Land/Region                  | Auszeichnungen für Musikverkäufe (Land/Region, Auszeichnung, Verkäufe) | Verkäufe  |
| ---------------------------- | ---------------------------------------------------------------------- | --------- |
| Australien (ARIA)            | Platin                                                                 | 70.000    |
| Deutschland (BVMI)           | Gold                                                                   | 250.000   |
| Japan (RIAJ)                 | Gold                                                                   | 100.000   |
| Neuseeland (RMNZ)            | 2× Platin                                                              | 60.000    |
| Niederlande (NVPI)           | Gold                                                                   | 50.000    |
| Schweden (IFPI)              | Gold                                                                   | 25.000    |
| Vereinigte Staaten (RIAA)    | Gold                                                                   | 500.000   |
| Vereinigtes Königreich (BPI) | Silber                                                                 | 200.000   |
| Insgesamt                    | 1× Silber · 4× Gold · 4× Platin ·                                      | 1.265.000 |

## Coverversionen
- 1992: Grant & Forsyth (You’re so Vain / Sealed with a Kiss / To Be with You / When I Need You)
- 1999: Die Quietschboys (Der rischtche Mann)
- 2003: Westlife
- 2004: Human Nature
- 2004: Richie Kotzen
- 2007: Andrew Spencer